# Steve McMahon
Stephen Joseph "Steve" McMahon (Liverpool, 20 de agosto de 1961) é um ex-futebolista profissional e treinador inglês, que atuava como meia.

## Carreira
Steve McMahon fez parte do elenco da Seleção Inglesa de Futebol, da Copa de 1990.